# 伏羲

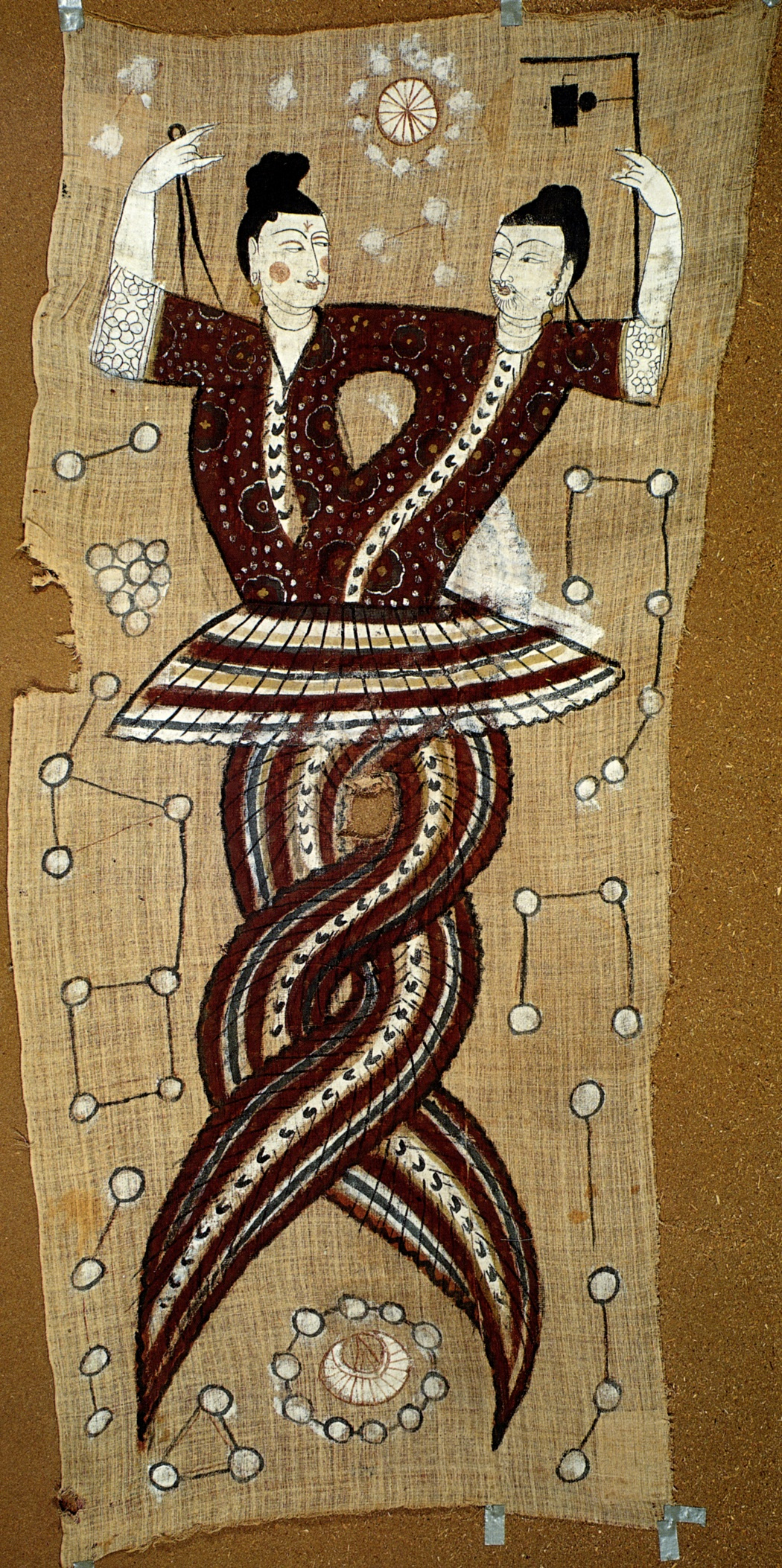
伏羲氏と女媧氏

伏羲座像（南宋、馬麟画）

伏羲（ふくぎ、ふっき、ふぎ Fu Hsi または Fu Xi）は古代中国神話に登場する神または伝説上の帝王。宓羲・庖犧・包犧・伏戯などとも書かれる。伏義、伏儀という表記も使われる。三皇の一人に挙げられる事が多い。姓は風。兄妹または夫婦と目される女媧（じょか）と共に、蛇身人首の姿で描かれることがある。
太皞（たいこう）と呼ばれることもある。

## 概要
西北にある華胥（かしょ）国の娘が雷沢（らいたく）の地で大きな足跡を踏み、その時に宿した子が伏羲であったとされる。五行では東方・春・木徳をつかさどる雷沢にあった大きな足跡は、何者によるものかは明確にされていないが、雷神または天帝のものではないかとの学説がある。

## 文化英雄
伏羲は、黄帝・神農などのように古代世界においてさまざまな文化をはじめてつくった存在として語られる。『易経』繋辞下伝には、伏羲は天地の理（ことわり）を理解して八卦を画き、結縄の政に代えて書契（文字）をつくり、蜘蛛の巣に倣って網（鳥網・魚網）を発明し、また魚釣りを教えたとされる。書契や八卦を定めたことは、黄帝の史官蒼頡によって漢字の母体が開発されたとされる伝説以前の文字に関する重要な発明とされる。漢の時代に班固が編纂した『白虎通義』によると、家畜飼育・調理法・漁撈法・狩り・鉄製を含む武器の製造を開発し、婚姻の制度を定めたとある。
伏羲は、八卦を河の中から現われた龍馬の背中にあった模様から発明したと易学では伝承されており、これを「河図」（かと）と呼ぶ。易学の書物である『易経』も、著者として伏羲が仮託されている。

## 洪水神話
伏羲と女媧は兄妹であり、大洪水が起きたときに二人だけが生き延び、それが人類の始祖となったという伝説が中国大陸に広く残されている。類似の説話は東南アジアや沖縄にも多数ある。洪水型兄妹始祖神話を参照。
中国の古典学者・聞一多も、雲南省を中心に民間伝承における伏羲の伝説を採集している。伏羲・女媧の父が雷公をとじこめていたが、子供たちがそれを解放してしまう。父は雷公と戦ったが、雷公が洪水を起こしたため、兄妹を残して人類が滅亡してしまう。兄妹は雷公を助けた時にもらった種を植えており、そこから生えた巨大なヒョウタンの中に避難して助かったのであり、結婚して人類を伝えたとある。聞一多は、伏羲が時に庖羲とも書かれる点に注目し、その音から、伏羲とはこの伝説の中に舟として登場するヒョウタンを指しており、そのことから「木徳」の王であるという要素も導き出されたのではないかと推論仮説している。共通したエピソードに黄帝の数代目の子孫である夏（木徳：五徳終始説）の創始者禹が黄河の大洪水の治水に成功している。

## 祭祀
伏羲は、女媧と同じく中国少数民族の苗族が信奉した神と推測されており、洪水神話は天災によって氏族の数が極端に減少してしまった出来事が神話に反映したのではないかと考えられている。
伏羲の号には、縄の発明者葛天氏も含まれる。
道教に取り込まれてのち仏教の神仏習合の理論の上では、阿弥陀如来によって遣わされ、出現したばかりの地上の世界を造った中国の伝説上の存在として女媧と共に説かれた。日本でも仏教側の立場から編まれた神道論集の一つである『諸神本懐集』（14世紀）では伏羲の本地は宝応声菩薩（観世音菩薩・日天子）であるとの唐の時代の説が収録されている。
伏羲と女媧の組み合わせが地上のはじめの男女であるという定義は中国の民間宗教にも広く用いられており、『龍華経』でも人間たちの祖先としてつくりだされた世のはじまりの陰陽一対の存在の名として李伏羲と張女媧という名が記されている。